# Clara Tschudi
Clara Tschudi, född den 9 september 1856 i Tønsberg, död 1945, var en norsk författare av en schweizisk släkt.
Clara Tschudi behandlade med stor bokhandelsframgång i populär form historiska personligheter, särskilt kvinnor. Hon skrev även de smärre biografiska skisserna Silhouetter 1898; bland annat om drottning Sofia av Sverige-Norge.